# Hatha yoga pradipika

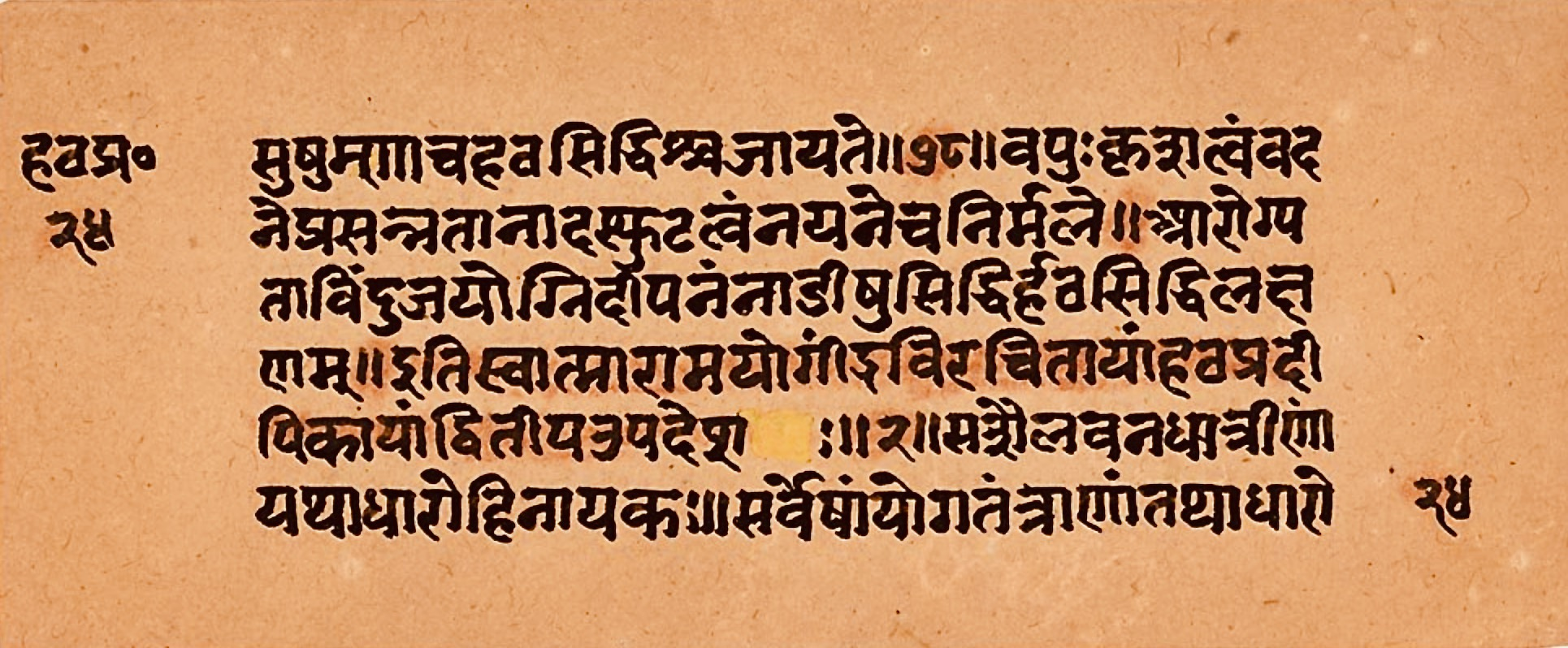
Extrait d'un manuscrit en sanskrit du Hathapradīpikạ, ou Hatha Yoga Pradīpikā, un texte central du Hatha Yoga, compilé par Svātmārāma au XVe siècle à partir de textes antérieurs. (Manuscrit sur papier, XIXe siècle,
Collection Schøyen, Oslo).

La Haṭha Yoga Pradīpikā (sanskrit IAST : Haṭhayogapradīpikā ; devanāgarī : हठयोगप्रदीपिका ; « Éclaircissement ou petite lampe du Haṭhayoga ») est un texte classique en sanskrit attribué à Svātmārāma, un disciple du Siddha Gorakshanath. L'ouvrage qui comprend 5648 mots semble être la copie  la plus ancienne  qui nous reste sur le Haṭha Yoga. Il est l'un des trois textes classiques du Haṭha Yoga, aux côtés de la Gheraṇḍa saṃhitā et de la Śiva saṃhitā). On ajoute parfois à cet ensemble la Centurie de Goraksha (Goraksha-shataka), qui constitue ainsi un quatrième texte.

## Étymologie du termehaṭha
Haṭha ( हठ en écriture devanāgarī) est un mot sanskrit. Il peut se présenter en composition avec un autre mot, comme dans l'expression haṭhayoga ( हठयोग en devanāgarī ). Les ouvrages édités en Occident écrivent souvent simplement hatha pour des raisons typographiques, omettant le point sous le « t », signe diacritique marquant la consonne rétroflexe sanskrite [ṭ]. Tara Michaël traduit haṭhayoga « yoga de la force ou de la violence ».

## Titre
Haṭha-pradîpikâ signifie « Petite lampe de la force ou de la violence », et on peut le comprendre comme Haṭha-Yoga-pradîpikâ, c'est-à-dire « Petite lampe ou éclaircissement du Yoga de la violence ». Ce titre reprend simplement celui de Yoga-pradîpa, « Lampe du yoga », que l'on trouve déjà dans les commentaires de Vyâsa aux Sutra Yoga de Patanjali.

## Description
Ce traité écrit au XVe siècle comporte 389 śloka (strophes) divisés en quatre upadeśa (leçons ou chapitres). Il est fondé sur des textes plus anciens en sanskrit et sur les expériences yogiques personnelles de svāmī Svātmārāma. 
Le texte traite, entre autres sujets, des principaux āsana (postures), le Prāṇayāma (discipline respiratoire), des chakra (centres d'énergie spirituelle dans le corps subtil), de la kuṇḍalinī (énergie représentée par un serpent lové à la base du corps subtil), des bandha (contractions musculaires), les kriyā (techniques yogiques), de la śakti (pouvoir divin), des nāḍī (vaisseaux dans le corps subtil) et des mudrā (sceaux du yoga).
Il se divise en quatre chapitres ou leçons :
1. prathamopadeśaḥ, chapitre relatif à la pratique des āsana ou postures ;
2. dvitīyopadeśaḥ, relatif au prāṇāyāma ou contrôle du souffle ;
3. tṛtīyopadeśaḥ, relatif aux mudrā ;
4. caturthopadeśaḥ, relatif au samādhi.

À ces chapitres vient s'ajouter, dans certains manuscrits, un cinquième et bref chapitre, qui constitue un appendice au traité. 